# Palazzo della Dogana Vecchia

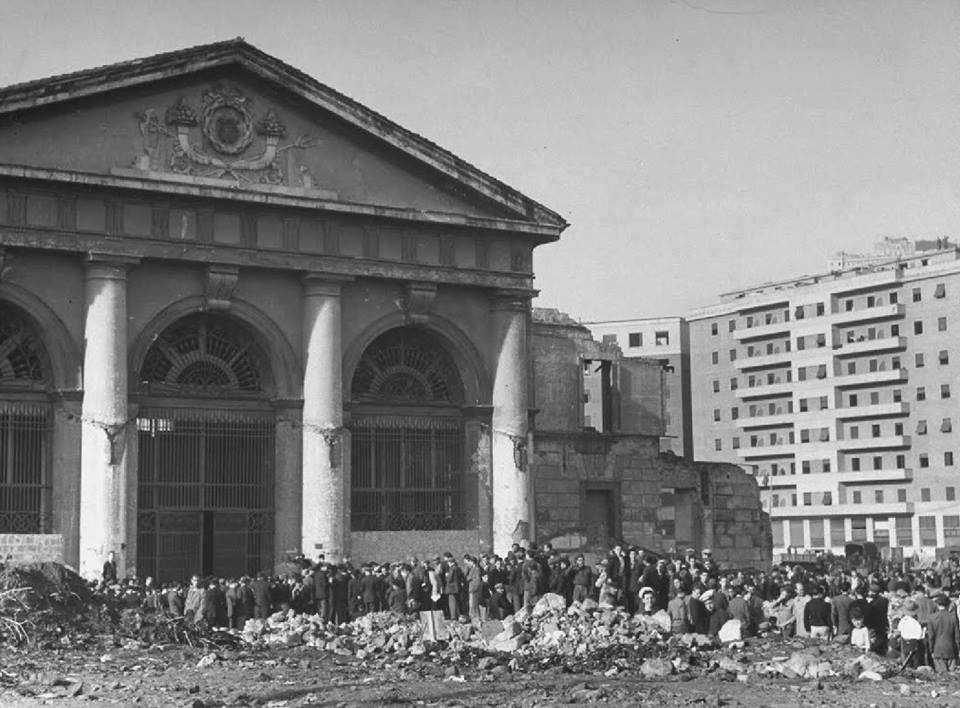
Ruine der Dogana Vecchia im Jahre 1943

Der Palazzo della Dogana Vecchia (dt.: Palast des Alten Zollamts) oder einfach Dogana Vecchia, heute Caserma Zanzur, ist ein Palast aus dem 14. Jahrhundert im Viertel Porto in Neapel in der italienischen Region Kampanien. Er liegt in der Via De Gasperi.

## Geschichte und Beschreibung
Das Gebäude wurde in der Herrschaftszeit des Hauses Anjou als königliches Arsenal errichtet; am Bau war auch Tino di Camaino beteiligt. Die militärische Einrichtung, die für ihre Aufgaben nicht mehr ausreichend war, wurde 1446 mit dem Bau der Fondaco Regio (dt.: Königliche Faktorei) erweitert. Am 1. März 1470 wurde der Bau einer wesentlichen Erweiterung des ursprünglichen Gebäudes befohlen, was zu dessen radikalem Umbau führte. Der Umbau erwies sich als effektiv: Von der zweiten Hälfte des 15. Jahrhunderts bis heute gingen die Jahrhunderte an dem Gebäude vorbei, ohne dass dessen Funktion sich veränderte.
1578 wurde auf dem Gelände des Arsenals aus der Herrschaftszeit des Hauses Anjou ein großer Platz geschaffen; das Arsenal wurde in diesen Jahren an den Strand von Santa Lucia verlegt und das alte Gebäude abgerissen. 1580 präsentierten die Bauingenieure Benvenuto Tortelli und Giovanni Vincenzo della Monica der Regia Camera della Sommaria (Königliche Baubehörde) eine Berechnung für den Bau eines neuen Zollamtes auf dem Gelände des alten Arsenals. Das neue Gebäude wurde einer der bedeutendsten Paläste in dem Viertel und sollte Ende des Jahrhunderts unter dem Vizekönig Conte di Olivares errichtet werden, der auch die Via del Piliero entlang des Hafens, außerhalb des Verlaufs der Stadtmauer, trassieren ließ.
In der Zeit der Republik Neapel von 1647 erlitt das Zollamt Schäden und später ließ es der Vizekönig Iñigo Vélez de Guevara, Graf von Ognatte, restaurieren; die Arbeiten dazu wurden 1653 abgeschlossen, wie auf einer Steintafel am Eingangsportal vermerkt wurde.
Im 19. Jahrhundert wurde links des Mandracchio-Hafens ein neues Zollamt unter Leitung von Stefano Gasse errichtet, indem ein früheres Gebäude aus dem 16. Jahrhundert, das von Domenico Fontana geplant worden war und als Zollamt für Mehl diente, umgebaut wurde – heute ist es verschwunden. Im „alten“ Zollamt war ab 1860 die Zollwache untergebracht.
Im 20. Jahrhundert wurden bedeutende Veränderungen vorgenommen: Mit dem Bau der heutigen Straßenachse der Via De Gasperi in faschistischer Zeit, 1935, wurde auf Geheiß des Alto Commissariato delle Opere Pubbliche (dt.: Hochkommissariat für öffentliche Bauarbeiten) ein zweiter Zugang entlang der neuen Straßenachse geöffnet. 1937 wurde die letzte Erweiterung des Gebäudes (nach Westen) fertiggestellt, die „Caserma Zanzur“ genannt wurde; der Name ehrt die Schlacht, die die Guardia di Finanza im italienisch-türkischen Krieg 1912 geschlagen hatte.
Das heutige Aussehen des Palastes stammt von dem Umbau im Jahre 1860 im klassizistischen Stil. Von dem alten Gebäude blieben der Innenhof und der originale Haupteingang erhalten, der bis zur Nachkriegszeit an der Piazza della Dogana Vecchia (heute ersetzt durch die neue Via Cristoforo Colombo) lag – heute ist er durch den Palazzo della Flotta Lauro (Sitz des Hotel Romeo) verdeckt. Der Eingang zeigt ein toskanisches Portal aus dem 17. Jahrhundert, über dem früher eine Steintafel angebracht war (heute im Empfangssalon), auf dem die durch den Vizekönig‚ Graf von Ognatte, veranlasste Restaurierung vermerkt ist.

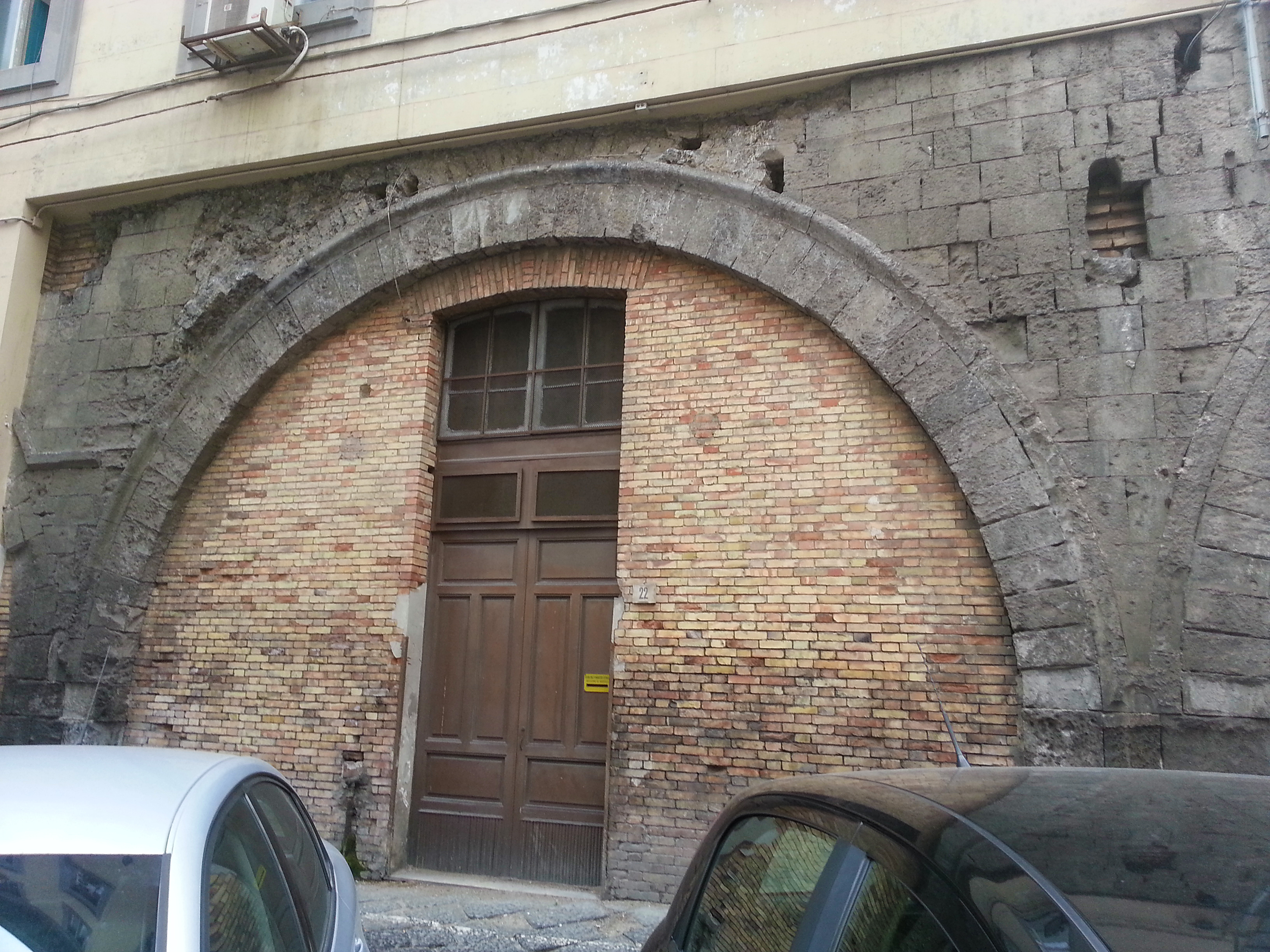
Noch erhaltener Bogen des ehemaligen Fondaco Regio

Von dem alten Gebäude aus der Zeit vor dem 16. Jahrhundert sind ein vollständiger, großer Bogen aus Piperno, sowie Spuren einiger weiterer Bögen, erhalten. Zu sehen sind sie auf der rechten Seite des Gebäudes, am Vico San Nicola alla Dogana; sie waren Teil der Faktorei aus der Herrschaftszeit des Hauses Aragón, des Fondaco Regio.